# らいじんぐ産 〜追跡!にっぽん産業史〜
らいじんぐ産 〜追跡!にっぽん産業史〜（ライジングサンついせきにっぽんさんぎょうし）は、NHK BSプレミアムが2011年4月8日に放送を開始した経済・ドキュメンタリー番組である。

## 概要
2011年2月27日に旧BSハイビジョンでパイロット版が放送された後、同年4月8日に開始した。
太平洋戦争後の高度経済成長を遂げた日本の産業において、さまざまなモノが生み出され、多くの人々のライフスタイルにも大きく影響してきた。この番組ではそれら日本の歴史を変えたさまざまなモノの開発から、そのモノがヒットした様々な原因を消費者の嗜好・視点から踏まえて検証し、日本人のモノの価値・欲望・理想を追求する。タイトルは昇る朝日をイメージした「ライジング・サン」からのパロディである。
2013年4月4日から1カ月、再放送された。

## 放送日時
いずれもNHK BSプレミアム
- 初回：毎週木曜 22:00 - 22:45
- 再放送：放送次週木曜 12:00 - 12:45
- 2013年度の放送：毎週木曜 24:00 - 24:45

## 出演
- ナビゲーター：佐藤可士和（クリエイター）
- ナレーター：団しん也、女優（室井滋、川上麻衣子、中山エミリらが、週代わりに担当）
- ゲスト

## 取り上げたモノ
| 回数         | 初回放送日    | 取り上げたモノ   | サブタイトル                     | 備考 |
| ------------ | ------------- | ---------------- | -------------------------------- | ---- |
| パイロット版 | 2011年2月27日 | 自動販売機       | 百円玉で買えるぬくもり           |      |
| 第1回        | 2011年4月7日  | エレベーター     | 空に伸びるハイウエー             |      |
| 第2回        | 2011年4月14日 | ポケベル         | 日本人のつながりを変えた携帯端末 |      |
| 第3回        | 2011年4月21日 | 原動機付自転車   | 人間にいちばん近い乗り物         |      |
| 第4回        | 2011年5月5日  | 回転寿司         | 食と技術のおもろい出会い         |      |
| 第5回        | 2011年5月19日 | カラオケ         | すべての人に歌う楽しさを         |      |
| 第6回        | 2011年5月26日 | トイレ           | そして便器は家電になった         |      |
| 第7回        | 2011年6月9日  | 電気炊飯器       | 生っ粋のMade in Japan            |      |
| 第8回        | 2011年6月16日 | 電卓             | 限界への挑戦が計算を変えた       |      |
| 第9回        | 2011年6月23日 | ショベルカー     | 人間の手をめざして               |      |
| 第10回       | 2011年7月7日  | 家庭用体重計     | 健康と美容の意識革命！           |      |
| 第11回       | 2011年7月14日 | クオーツ時計     | 日本が生んだ世界標準             |      |
| 第12回       | 2011年7月28日 | カーナビ         | 車の頭脳へ走り続ける！           |      |
| 第13回       | 2011年8月4日  | マッサージチェア | 身も心も幸せにする椅子           |      |
| 第14回       | 2011年9月22日 | ストッキング     | 女性の社会進出を足元から支える   |      |
| 第15回       | 2011年9月23日 | 電池             | 電気を自由に持ち運べるものへ     |      |
| 第16回       | 2011年9月29日 | 新幹線～昭和編～ | 日本の未来と希望を乗せて         |      |
| 第17回       | 2011年9月30日 | 新幹線～平成編～ | 世界を疾走する日本技術の結晶     |      |